# María Herminia Sabbia y Oribe
María Herminia Sabbia y Oribe (1883-1961) fue una poetisa uruguaya.

## Biografía
María Herminia Sabbia y Oribe fue hija de la patricia uruguaya María Luisa Oribe Montiel y el conde italiano nacido en Pavía, Roberto Sabbia. De ese matrimonio, además de María Herminia, nacieron sus dos hermanas: Ida Sabbia y Oribe y Estela Sabbia y Oribe.
Publicó en 1898 un único libro de poemas escritos durante su adolescencia, titulado "Aleteos", el cual en sus primeras páginas recibió notas elogiosas por parte de Angelo de Gubernatis, Eduardo Acevedo Díaz, Carlos Roxlo y Arturo Giménez Pastor.
Además de este libro, colaboró con numerosas revistas literarias del Uruguay y del extranjero, y algunos de sus textos aparecieron en la antología de poetas uruguayos, "El Parnaso Oriental" de Raúl Montero Bustamante. Entre dichas revistas se encontraron El Uruguay Ilustrado, Tabaré, y la "Revista Literaria" del mismo Montero Bustamante. También tuvo actuación política, siendo una militante del sector femenino del Partido Nacional.

## Estilo y temática
Según Montero Bustamante sus versos eran "generalmente inspirados en asuntos tiernos o familiares", los cuales recibieron "conceptos elogiosos por parte de la crítica". Por otra parte, Sarah Bollo la definió como una poetisa "romántica y delicada", cuyas poesías giraban en torno a temas íntimos y familiares, con mucha inclinación hacia lo religioso.

## Obra
- Aleteos (ed. La Tribuna Popular. Montevideo, 1898)